# Dangerous Dave
Dangerous Dave (с англ. — «Опасный Дейв») — компьютерная игра 1988 года, написанная Джоном Ромеро. Была разработана для операционных систем Apple II и DOS в качестве примера игры для статьи Джона о его языке программирования GraBASIC (дополнении для Applesoft BASIC), написанном для дискмага UpTime. Игра вышла в последнем, декабрьском выпуске журнала.

## История
После исходной публикации 1988 года в UpTime было сделано три сиквела Dangerous Dave и три порта исходной версии на другие платформы.
- Dangerous Dave In The Deserted Pirates Hideout, 1988, Apple II, 6-цветная, UpTime (исходная)
- Double Dangerous Dave, 1990, Apple II, 16-цветная, Softdisk (16 цветный порт оригинала 1988 года)
- Dangerous Dave in Copyright Infringement, 1990, DOS, EGA, не издана, создано 2 уровня (демоверсия, благодаря которой возникли серия игр Commander Keen и фирма id Software)
- Dangerous Dave (PC), 1990, DOS (CGA, EGA, VGA), Softdisk (версия оригинала 1988 года для DOS)
- Dangerous Dave GS, 1990, Apple //gs, не была завершена (версия оригинала 1988 года для //gs)
- Dangerous Dave in the Haunted Mansion, 1991, DOS / EGA, Softdisk
- Dangerous Dave Returns, 1992, Apple II, Softdisk
- Dangerous Dave's Risky Rescue, 1993, DOS, EGA, Softdisk
- Dave Goes Nutz!, 1993, DOS, EGA, Softdisk
- Dave Goes Nutz!, 1995, Apple II / Apple IIGS, Softdisk

Ромеро считает, что среди всех версий этой игры Dangerous Dave in the Haunted Mansion является самой лучшей.

## Описание
Цель игры состоит в том, чтобы провести Дейва живым через десять уровней и собрать десять трофеев. Трофей выглядит, как золотая чаша. У Дейва 4 жизни, и каждый раз при достижении 20000 очков он получает новую. Чтобы увеличить очки, можно собирать другие предметы, разбросаные по уровню: синие и красные самоцветы, кольца, короны, скипетры, но это не обязательно. Единственной обязательной вещью на уровне является трофей. Как только Дейв находит на уровне трофей, открывается деревянная дверь, и он может переходить на следующий уровень. Внизу игрового экрана появляется подсказка: «Go thru the door» (пройди через дверь). Некоторые трофеи невозможно достать обычными средствами, поэтому приходится использовать джетпак (реактивный ранец, который позволяет летать).
В игре есть опасности: огонь, вода и растения. Попадая в них, Дейв умирает, и возрождается в начале уровня. На некоторых уровнях встречаются монстры: солнышки и пауки, которые швыряют в Дейва жёлтые кометы. Их можно убивать из пистолета. Иногда из-за его отсутствия приходится дотронуться до монстра, при этом монстр погибает, но игрок теряет одну из жизней. Стоит отметить, что в игре нет «боссов» — огромных монстров с большим количеством жизней, но последние уровни и без них выглядят непроходимыми. Функция сохранения отсутствует, поэтому приходится всякий раз начинать с начала уровня, а если герой потеряет все жизни — игра начнётся с начала.
Кроме стандартных в игре есть четыре особых уровня, которые называются warp zone. Чтобы попасть в них, нужно сделать что-то странное и опасное (например, выйти за «край» уровня).
Следует отметить, что для прохождения игры требуются некоторые знания, получаемые опытным путём. Так, например, в последних уровнях есть ложные платформы (падение с них почти всегда приводит к гибели Дейва и потере жизни) и, не зная расположения этих платформ, пройти уровень нельзя. Кроме того, в игре имеются некоторые хитрости, следование которым облегчает прохождение. Таким образом, для новичка будут казаться сложными первые уровни, а для того, кто уже прошёл игру, не будет составлять никакой сложности любой из 10 уровней, причем проходить его он будет «на автомате».